# 井浦耕齢
井浦 耕齢（いうら こうれい、生没年不詳）は、明治時代から昭和時代にかけての日本画家。

## 来歴
尾形月耕の門人。月耕が築地2丁目36番地に移転した明治37年（1904年）頃に入門しており、昭和2年（1927年）4月3日から7日まで西遠産業本社で開催された第5回浜松新聞社美術展覧会に「出陣」及び「美人図」の2点を出品したことが知られている。なお、同展覧会には山中古洞が「西行」という作品を出品している。

## 参考図書
- 立花義影　『静岡県博物館協会　研究紀要』第34号　33頁